# Eleições gerais no Gana em 2020
As eleições gerais no Gana em 2020 realizaram-se em 7 de dezembro de 2020.

## Eleição presidencial
O candidato Nana Akufo-Addo do Novo Partido Patriótico (NPP) foi reeleito como presidente do país na primeira volta, com a maioria dos votos. O candidato que ficou em segundo lugar foi o ex-presidente John Dramani Mahama, que concorreu pelo Congresso Democrático Nacional.

## Eleição parlamentar
Na eleição parlamentar apenas dois partidos elegeram deputados para o parlamento do Gana: o Novo Partido Patriótico conseguiu 137 lugares e o Congresso Democrático Nacional conseguiu 136.